# Scottsville (Kansas)
Scottsville è un comune degli Stati Uniti d'America, situato nello Stato del Kansas, nella contea di Mitchell.